# کد پستی استرالیا

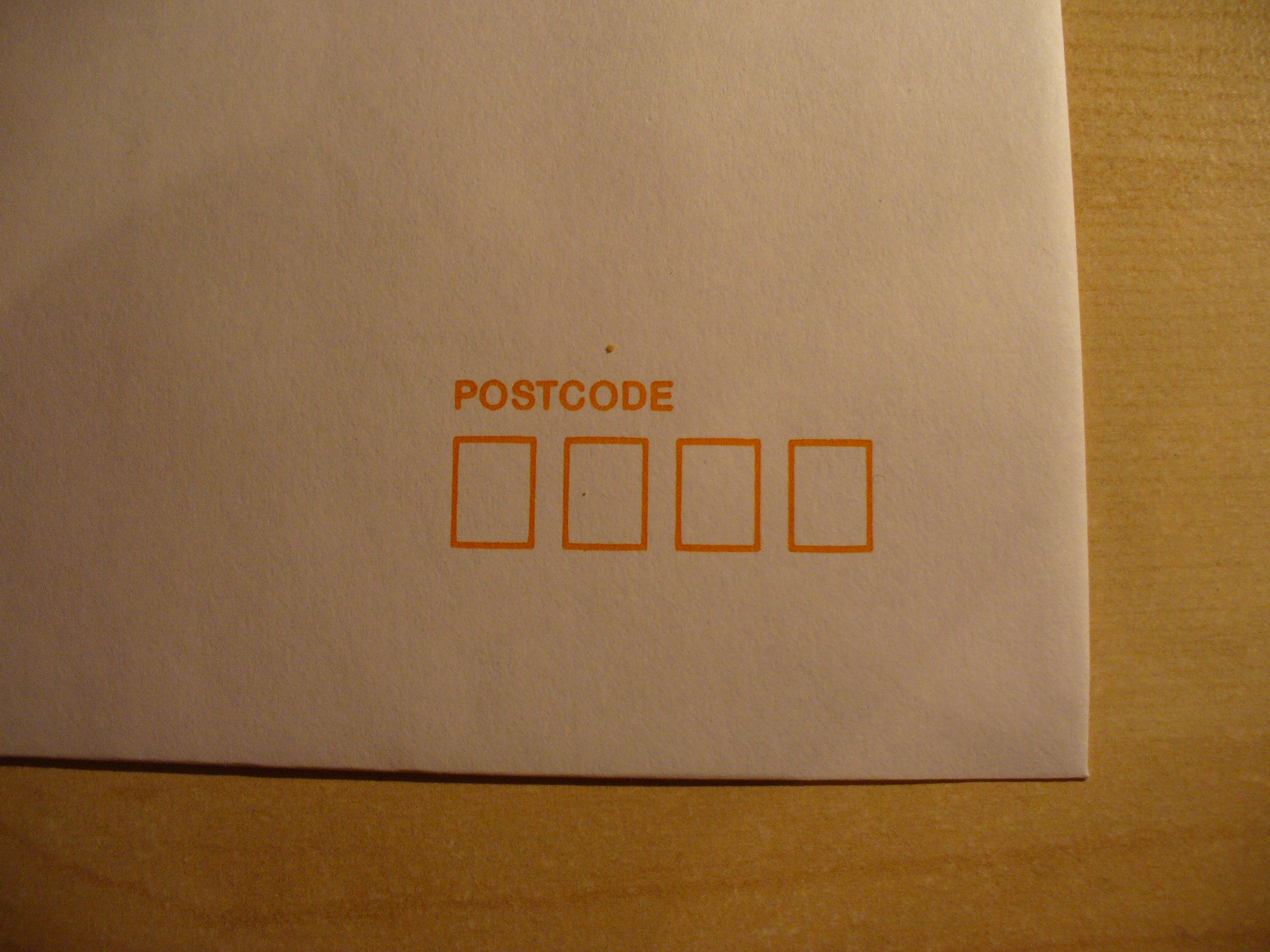
.

کد پسیتی استرالیا (انگلیسی: Postcodes in Australia) در استرالیا برای مرتب‌سازی آدرس‌های پستی استفاده می‌شود، در استرالیا تمام کدها 4 رقم هستند و در انتهای آدرس می‌آید. ادره کد پستی در استرالیا به عهد اداره پست استرالیا است.